# Vrijheid van Antwerpen
De Vrijheid van Antwerpen was het gedeelte van de stad Antwerpen dat gelegen was buiten de stadsomwalling. Het stadsrecht was hier ook van kracht.

## Beschrijving
De vrijheid was een vaak moerassig gebied landelijk gebied met landerijen, hovingen, boomgaarden en hofsteden. Dit karakter zou behouden blijven tot in de eerste jaren van de 17e eeuw.
In het noorden van de vrijheid lagen de bedijkingswerken uit de 11e eeuw, namelijk Steenborgerweerd (de huidige straat Steenborgerweert) en het Schijnbroek. Het Schijnbroek omvatte het valleigebied van de Schijn ten westen van Dambrugge. Dambrugge zelf was toen nog een onderdeel van Merksem). Na het aanleggen van een wandeldijk naar Dambrugge (min of meer de huidige Lange Dijkstraat) werd de naam Schijnbroek enkel nog gebruikt voor de gronden ten westen van de dijk, de oostzijde van de dijk werd het Klein Lobroek, een onderdeel van het grotere Lobroek (waaronder de huidige Slachthuiswijk).
Ten zuiden van het Schijn- en Lobroek lag de Stuivenberg, een droger gebied bestaande uit stuifzandgronden. Hier werd in 1592 Fort Pereyra gebouwd. In 1637 volgende veertien huizen voor pestlijders. Tevens werden graanwindmolens gebouwd die de producten verwerkten van ten zuiden gelegen velden van het Sint-Willibrordsveld (rond de huidige Sint-Willibrorduskerk).
Verder zuidwaarts lag het Nonnenveld (ook gekend als Campus Philippi) waar zich de landerijen bevonden rond het huidige stadspark. Het klooster van Sint-Margrietendal of Ter Nonnen werd gesloopt in 1542. Westelijker bevond zich Hof Den Kievit (t.h.v. de huidige Lange Kievitstraat) en Hof ter List. Bij het Beleg van Antwerpen werd de bebouwing gesloopt. Ten zuidoosten van Nonnenveld lagen de landbouwgronden van Harincrode, gelegen tussen de Herentalse Vaart (nu Plantin en Moretuslei, de grens met Borgerhout), de Boomgaardstraat (grens met Berchem) en het Koning Albertpark. Op de plaats van dit park was het moerasgebied Papenmoer gelegen. Omstreeks 1400 werden deze gronden aangekocht door het stadsbestuur en omgevormd tot galgenveld een functie die behouden bleef tot 1703. Niet ver daarvandaan bevond zich sinds 1232 Terzieken (het huidige Harmoniepark, de oude leprozerij van Antwerpen die gelegen tegenover het galgenveld op de hoek gevormd door de huidige Mechelsesteenweg en de Koningin Elisabethlei.
De Loesane was een landbouwgebied ter hoogte van de huidige Lange Lozanastraat, ten zuidoosten van de MechelseSteenweg. Ook hier stonden enkele windmolens t.h.v. de huidige Molenstraat. Een onderdeel van Loesane was hof Te Balleer, een landgoed tussen de huidige Haantjeslei en Lange Elzenstraat. Tijdens het tweede kwart van de 17e eeuw verdwenen de gebouwen maar de naam bleef voortbestaan in de huidige Ballaartstraat.
Een ander landgoed was Domein Ter Beke (reeds vermeld in 1309) dat in 1547 werd gekocht door grondspeculant Gilbert van Schoonbeke die hier zomerhuizen aanlegde voor de gegoede Antwerpse burgerij. De buurt werd het Leikwartier genoemd, naar de voormalige hoofdas 'Lange Lei' (de huidige Markgravelei). Westelijker bevond zich de landbouwvelden van Schuurveld' die aansloten op de Langhen Elst, de omgeving van de huidige Lange Elzenstraat, een verbindingsweg tussen de stad en het Hof ter Elst.
Ten zuiden van de stadsmuren, grenzend aan de Schelde lag het Kiel dat bestond uit Hoog Kiel, Laag Kiel en Beerschot. In 1246 werd Kiel onder invloed van de Norbertijnen uit de Sint-Michielsabdij een onafhankelijke heerlijkheid met een eigen rechtspraak. Vermoedelijk was de Sint-Jansvliet de oorspronkelijke noordergrens van Kiel, maar door de stadsuitbreidingen kwam Hoog Kiel 'intra muros' te liggen. De heerlijke rechten van het volledige Kiel kwamen in 1540 in het bezit van de stad Antwerpen.

## Geschiedenis
Vanaf 1542 werd de Antwerpse vrijheid geplunderd door de troepen van Maarten van Rossum . Ter verdediging van de stad werden alle gebouwen in de vrijheid gesloopt zodat ze niet konden worden gebruikt als beschutting voor de troepen van Van Rossem.
In 1542 werd opdracht gegeven tot de bouw van de Spaanse omwalling, waarna het om strategische redenen niet lânger toegelaten was te bouwen in het schootsveld binnen een straal van 171m vanaf des stadswallen. Alle bestaande bebouwing werd gesloopt, tevens was het niet langer toegelaten bomen te planten of grachten te trekken. In de 19e eeuw werd de bufferafstand teruggebracht tot 550m. Hierin zou pas verandering komen door de aanleg van de Brialmontomwalling in het midden van de 19e eeuw, die ongeveer de volledige vrijheid ommuurde. Hierna raakte de vrijheid snel volgebouwd tijdens de industriële revolutie en de bijhorende exponentiële groei van de steden.